# Mahabe Pattharkhola
Mahabe Pattharkhola (nep. महाबे पत्थरखोला) – gaun wikas samiti w zachodniej części Nepalu w strefie Karnali w dystrykcie Jumla. Według nepalskiego spisu powszechnego z 2001 roku liczył on 118 gospodarstw domowych i 637 mieszkańców (334 kobiet i 303 mężczyzn).